# Wajeschew
Wajeschew (Biblisches Hebräisch וַיֵּשֶׁב ‚Und er = Jakob wohnte‘) bezeichnet einen Leseabschnitt (Parascha oder Sidra genannt) der Tora und umfasst den Text Genesis/Bereschit 37–40 (37 , 38 , 39 , 40  – ELB-Links: 37 , 38 , 39 , 40 ).
Es handelt sich um die Sidra des 3. oder 4. Schabbats im Monat Kislew.

## Wesentlicher Inhalt
- Der von seinem Vater Israel bevorzugte Josef träumt, dass die Garben seiner Brüder sowie Sonne, Mond und Sterne sich vor ihm tief niederbeugen.
- Über dessen (tatsächlichen oder vermeintlichen) Hochmut erbost, beschließen die Brüder, ihn zu töten.
- Ruben schlägt vor, ihn in eine Grube zu werfen, ohne ihm etwas zuleide zu tun.
- Juda aber veranlasst seinen Verkauf für zwanzig Silberstücke an ismaelitische Kaufleute und trennt sich dann von den Brüdern.
- Nach dem Tod seines ältesten Sohnes Er heiratet der Bruder Onan die Schwägerin Tamar.
- Als sich nach Onans Tod Schela, der dritte Bruder, weigert, die Leviratsehe einzugehen, bietet sie sich in unzüchtiger Weise dem Juda an und bringt später das Zwillingspaar Perez (Stammvater Davids) und Serach zur Welt.
- Josef kommt in Ägypten in das Haus des Potifar, eines Hofbeamten des Pharao.
- Von dessen Frau, die ihn verführen möchte, fälschlich wegen versuchter Vergewaltigung angeklagt, kommt er ins Gefängnis und deutet dort dem Obermundschenk und dem Oberbäcker des Königs ihre Träume.
- Nach drei Tagen treffen seine Vorhersagen ein.

## Haftara
Die zugehörige Haftara ist Amos 2,6–3,8 (2,6-16 , 3,1-8  – ELB-Links: 2,6-16 , 3,1-8 ).